# 龚全珍
龚全珍（1923年12月24日—2023年9月2日），山东烟台人，中国人民解放军开国少将甘祖昌的夫人，曾获全国道德模范、全国优秀共产党员及“最美奋斗者”称号。

## 生平
龚全珍1923年12月生于山东烟台，1945年考入西北大学教育系，1949年9月参加工作，次年参加中国人民解放军，并随军队进入新疆，在新疆军区八一子弟学校任教。1952年6月加入中国共产党。
1953年3月，龚全珍与时任新疆军区后勤部长甘祖昌结婚。1957年8月，甘祖昌回乡务农的申请获批准，龚全珍也随甘祖昌来到江西莲花县，并先后在当地多所学校任教，还担任过萍乡市南陂小学校长，1975年8月离休。离休后，龚全珍又参与到扶贫助学事业当中，晚年建立“龚全珍工作室”服务当地民众。时任中共中央总书记习近平曾两次接见龚全珍，并尊称她为“老阿姨”。
2023年9月2日16时16分，龚全珍因病逝世，享年100岁，遗体告别仪式于9月7日在莲花县殡仪馆举行。

## 荣誉
- 全国道德模范（2013年）。
- “感动中国”2013年度人物（2014年）。
- 全国优秀共产党员（2014年）。
- 首届“感动江西十大教育年度人物”（2016年）。
- 全国未成年人思想道德建设工作先进工作者（2017年）。
- 全国模范退役军人（2019年）。
- “最美奋斗者”称号（2019年）。[2]